# Pinheyagrion
Pinheyagrion is een geslacht van libellen (Odonata) uit de familie van de waterjuffers (Coenagrionidae).

## Soorten
Pinheyagrion omvat 1 soort:
- Pinheyagrion angolicum (Pinhey, 1966)